# Četvrto doba
Četvrto doba je vremensko razdoblje u izmišljenom svijetu Međuzemlja J. R. R. Tolkiena. Postoji vrlo malo podataka o Četvrtom dobu jer se većina događaja u Tolkienovu djelu događa u ranijim dobima.
Četvrto doba otpočinje Sauronovim porazom i uništenjem Jedinstvenog Prstena, ali je službeno započelo tek odlaskom nositelja Triju vilenjačkih Prstenova za Valinor.
Pojedini niže opisani događaji mogu se razabrati iz dodataka njegovih djela.

## Ljudi
Postojbine ljudi su napredovale u sklopu ponovo ujedinjenih númenorskih kraljevstava u izgnanstvu pod Kraljem Elessarom i njegovim sinom Eldarionom. Ovo Kraljevstvo poznato i kao Ponovo Ujedinjeno Kraljevstvo obnovilo je ruševni grad Annúminas gdje je Kralj Elessar često boravio iako mu je prijestolje bilo u Gondoru. Saveznički Rohan i Esgaroth, a tako i zaštićene enklave Shirea i Drúedaina također su napredovali.
Neka su kraljevstva zlih ljudi opstala unatoč Sauronovu porazu pa su Gondor i Rohan u sljedećim godinama poduzeli vojne u te krajeve kako bi Bijelo Stablo moglo rasti u miru. U dodacima Tolkien tvrdi da je Éomer ispunio Eorlovu zakletvu odlaskom u rat s Elessarom u Harad te u područja iza Rhûnskog mora, iz čega je vidljivo da su borbe nastavljene bar s nekim bivšim Sauronovim saveznicima. Da se naslutiti da su ovi poduhvati uspješno završeni pošto su Istočnjaci i Haradrimi naposljetku podčinjeni, ili su njihovi krajevi čak pripojeni Ponovo Ujedinjenom Kraljevstvu. Mnogi su Sauronovi robovi oslobođeni i dobili zemlju u Mordoru, na obalama núrnenskog mora.

## Vilenjaci
Nakon odbijanja napada iz Dol Guldura i potpunog uništenja neprijatelljske sile uz pomoć Galadrielina prstena krajem Rata za Prsten, vilenjaci Lothlóriena naposljetku su Mrkodol očistili od svih zlih stvorenja. Thranduil i Celeborn su se nakon toga sastali u središtu šume i preimenovali je u Eryn Lasgalen, ili Zelenšumu, te je podijelili u nekoliko posjeda. Thranduilovo kraljevstvo ostalo je u sjevernom dijelu šume, od sjeverne granice do planina u središtu šume, a Celeborn je proširio Lothlórien na južne dijelove nekadašnjeg Mrkodola i nazvao ga Istočnim Lorienom. Središnji dio šume dodijeljen je ljudima koji su vjerojatno polagano širili svoje područje utjecaja kako su vilenjaci napuštali svoje postojbine i odlazili na zapad.
Bar nakratko vilenjačka kolonija je ustanovljena u Ithilienu i ponovno pod Legolasovim vodstvom postala "najljupkijom od svih zemalja."
Međutim, kako je Četvrto doba obilježilo početak Doba ljudi, vilenjaci su nastavili napuštati Međuzemlje. Nakon smrti Kralja Elessara vilanjačke postojbine sve su više napuštane kako su posljednji vilenjački brodovi otplovljavali prema Valinoru. Rijetki vilenjaci koji su ipak ostali u Međuzemlju s vremenom su iščeznuli i postali duhovi nevidljivi svima u Međuzemlju.

## Patuljci
Patuljci Durinova naroda napredovali su podno Erebora, a postoje i naznale da je Gimli sa skupinom patuljaka boravio u Aglarondu.
U Khazad-dûm su otišle skupine rudara gdje su ponovo pronašli mithril za obnovu razorenih vrata Minas Tiritha, ali Khazad-dûm ipak nije odmah ponovo naseljen. Međutim, postoje naznake da je Durin Posljednji kasnije obnovio Kraljevstvo patuljaka i tako vratio Durinov narod u postojbinu njihovih predaka.
Izgleda da je patuljačka rasa polagano nestajala kako se bližio kraj Četvrtog doba, jer su njihove žene činile manje od trećine naroda. Često nisu imale želju zasnovati obitelj, ili su željele muža kojega nisu mogle imati. Slično su mnogi patuljci bili toliko zaokupljeni svojim zanatima da nisu imali vremena oženiti se ili imati djecu. Njihova sudbina nije nam poznata.

## Ostali
Orci i trolovi pobjegli su na istok gdje se nikad nisu oporavili od poraza. Bilo za vrijeme Eldarionove vladavine ili pred kraj vladanja Aragorna čulo se za neke "kultove orka" za koje se čini da su ih utemeljili ljudi.
Budućnost Enta i Huorna nejasna je. Aragorn je Fangornu darovao šumu kao enklavu i dozvolio mu da širi šumu na zapad Eriadora na područja gdje se nekad nalazila prašuma, ali mu se Drvobradaš izjadao jer da se šuma može širiti, ali enti neće jer žene enta još nisu pronađene. S vremenom sve je više enta postajalo sve više "stablovitima" i čini se kako više nisu imali udjela u poslovima s drugim rasama. Nije posve jasno treba li ente koji su postajali stabloviti smatrati "mrtvima" ili su na neki način opstali do danas.
Kako Tolkien piše u 144. pismu zmajevi su ostali u Međuzemlju, ali postrani do kasnijeg doba.

## Prstenova družina
Aragorn, okrunjen kao Kralj Elessar, vladao je Ponovo Ujedinjenim Kraljevstvom Arnora i Gondora do svoje smrti 120. godine Četvrtog doba. Vladao je sa svojom Kraljicom Arwen, nasljedio ih je sin Eldarion uz kojega su imali i mnoge kćeri.
Od ostalih članova Prstenove družine, zabilježeno je da je Samwise Gamgee postao Poglavar Shirea, i bio jedan od savjenika Kralja Elessara. Njegova kćer Elanor bila je jedna od družbenica Kraljice Arwen. Vjeruje se da je pred kraj života, jer je i sam bio nositelj Prstena kad su Froda zarobili orci, otplovio za Valinor na jednom od zadnjih Círdanovih brodova.
Meriadoc Brandybuck i Peregrin Took postali su Gospodarom Bucklanda i Thainom Shirea. Ostali su u bliskim prijateljskim odnosima s kraljevskim kućama Rohana i Gondora. U poodmakloj dobi zajedno su pošli u Gondor i Rohan, oba su umrli negdje u proljeće 63. godine Četvrtog doba. Pokopani su u Rath Dínenu pokraj gondorskih velikana.
Pripovijeda se da je ja Legolas nakon smrti kralja Elessara 120. godine Četvrtog doba, sagradio brod i otplovio na Zapad. Prema zapisu u Crvenoj knjizi Zapadne marke, Gimli je otišao zajedno s njim, što ga čini jedinim patuljkom koji je otišao u Valinor, vjerojatno zbog prijateljstva s Legolasom i iz želje da još jednom vidi Galadriel.

## Sljedeća stoljeća
Tolkienova djela ne sadrže podatke nego za prvih nekoliko stoljeća ovog doba pa se ne zna kad je točno završilo. Tvrdi se da je Četvrto doba razdoblje prevlasti ljudi, tj. vrijeme kad su vilenjaci počeli iščezavati. Takvo Četvrto doba je zapravo prijelazno razdoblje iz izmišljene povijesti u stvarnu povijest. U Silmarillionu Tolkien tvrdi da vilenjaci svoje nestajanje bilježe od prvog izlaska Sunca pa se neki pridjevi Suncu daju u tom smislu.

## Sljedeća doba
Tolkien je rekao da on misli da je između kraja Trećeg doba i dvadesetog stoljeća proteklo nekih 6.000 godina te da je 1958. godina bila negdje na kraju Petog doba, ako su Četvrto i Peto doba bila podjednakih duljina kao što su bila Drugo i Treće. Ipak, u pismu iz 1958. godine tvrdi da vjeruje kako se protek vremena ubrzao te da je na pomolu kraj Šestog doba.

### Nagađanja o kasnijim dobima
U početku je Tolkien Međuzemlje opisivao kao izmišljenu povijest Zemlje dok je kasnije svoju zamisao prilagodio novoj zamisli da je njegovo djelo zapravo o mitskom razdoblju Zemljine prošlosti. Ova 'mitska' odrednica poslužila je za otkloniti mogućnost nepodudaranja pripovijesti iz Međuzemlja sa stvarnom poviješću.
Točno određivanje trajanja Petog doba važno je onima koji Tolkienov kalendar rabe za naše vrijeme. Primjerice, 42. izdanje časopisa Tolkienova društva, Mallorn, iz kolovoza 2004. godine, donosi opširan članak koji razrađuje Tolkienovo djelo i njegovo moguće teozofsko gledište te zaključuje da su Godine Sunca započele 25. ožujka 10160 pr. Kr., Drugo doba 26. prosinca 9564. pr. Kr., a Četvrto doba 18. ožujka 3102. pr. Kr. Prema ovom datiranju Peto doba jednako je našem suvremenom računanju vremena.

## Vanjske poveznice
- Četvrto doba na Enciklopediji Arde (engl.)
- The Chronology of Middle-earth (article from Mallorn 42) (engl.)